# Obergesteln
Pour les articles homonymes, voir Châtillon.
Obergesteln (Châtillon-le-Haut en français) est une ancienne commune du district de Conches dans le canton du Valais, en Suisse.
Depuis le 1er janvier 2009, elle fait partie de Obergoms, ayant fusionné avec Oberwald et Ulrichen.

## Géographie

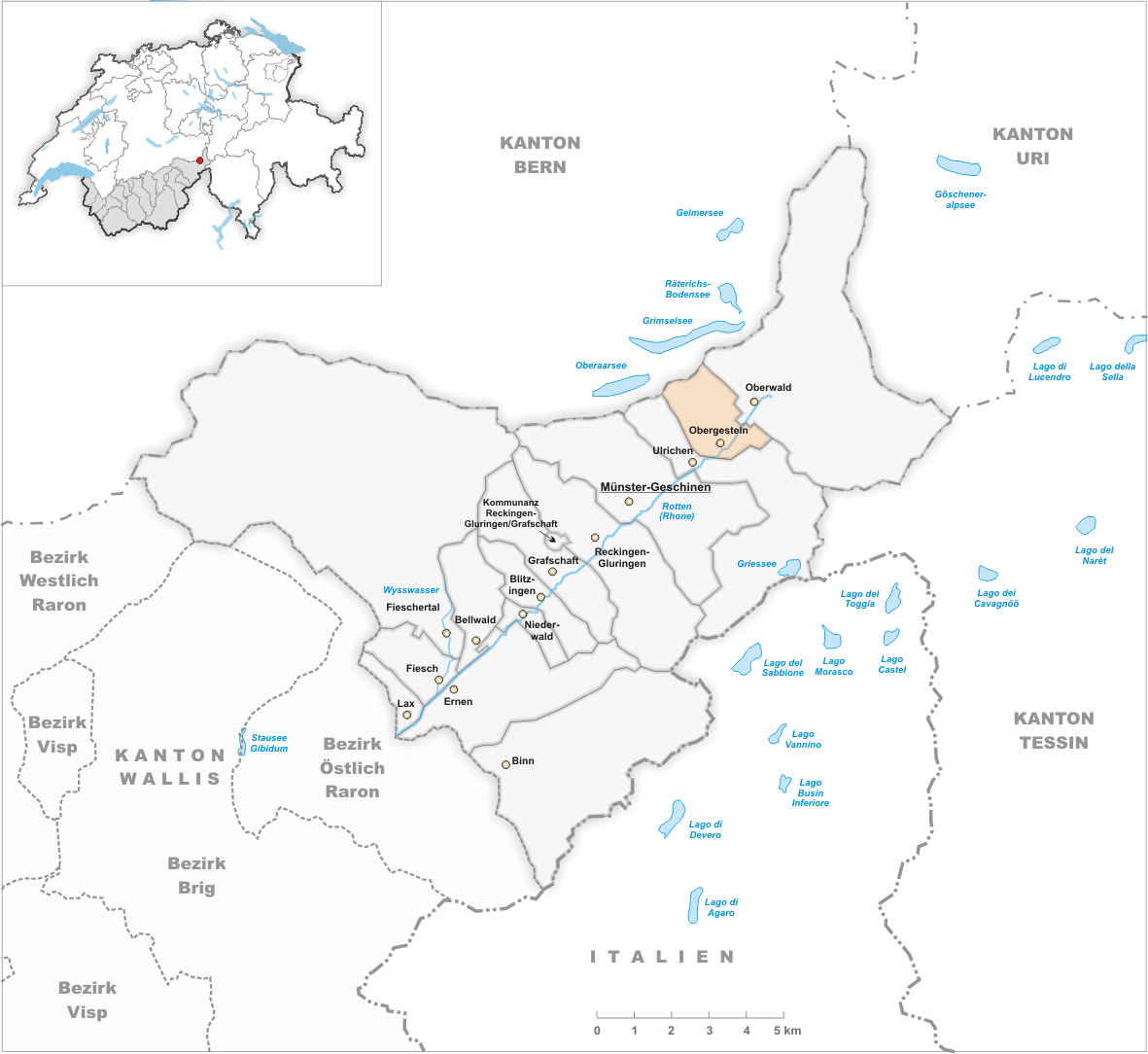
Territoire de l'ancienne commune de Obergesteln

Le village d'Obergesteln se trouve sur la rive droite du Rhône, dans le bassin supérieur de la vallée de Conches, à 40 km au nord-est de la gare de Brigue. Il est construit sur une ancienne moraine frontale, à 1353 m d'altitude.
Le territoire de la commune est contigu à Oberwald à l'ouest et à Ulrichen à l'est. Il confine également au canton de Berne par le Sidelhorn.

## Toponymie
La commune se nommait initialement Gesteln : le préfixe ober- (supérieur) a été ajouté au XIVe siècle pour la différencier de Niedergesteln, dans le demi-district voisin de Rarogne occidental.
Gesteln correspond à castelliōne, diminutif du latin castellum, qui désigne un camp fortifié, un château-fort ou un simple village et a donné le nom français de la commune, Châtillon (puis Châtillon-le-Haut).
La première occurrence écrite du toponyme français de 1322, sous la forme de castellione ; la première occurrence écrite du toponyme allemand date de 1347, sous la forme de Gestilen.

## Histoire

Photo aérienne (1949)

La population d'origine celto-ligure est romanisée, puis germanisée par les Alamans arrivés aux VIIIe – IXe siècle par le col du Grimsel.
Au Moyen Âge et sous l'Ancien Régime, Obergesteln était l'un des neuf quartiers du dizain de Conches, et une station importante avec souste (entrepôts) et péage sur l'axe reliant l'Oberland bernois à l'Italie du Nord, entre les cols du Grimsel, du Nufenen et de Gries. 
Le statut communal d'Obergesteln, Unterwassern et Oberwald (usage des alpages, des biens communaux et des pâturages) date de 1515, les premiers statuts de la bourgeoisie de 1647. 
Une avalanche détruit en 1720 la moitié occidentale du village et tue 84 personnes. Après l'incendie de 1868, on ne rebâtit pas en bois, selon la tradition, mais en pierre. 
La construction de la route Fiesch-Oberwald en 1860-1861 puis du chemin de fer Furka-Oberalp (en 1915 rendent la commune aisément accessible. Cependant, l'agriculture ne cède la place au tourisme comme principal soutien de l'économie locale qu'après l'inauguration du tunnel de base de la Furka en 1982.

## Population et société

### Surnom
Les habitants de la localité sont surnommés die Juden, au sens d'imposteurs.

### Démographie
La commune compte 249 habitants en 1850, 242 en 1900, 240 en 1950 et 195 en 2000. 

## Héraldique
| Blason | Blasonnement : « De gueules à la tour crénelée d'or, ouverte et ajourée de sable, surmontée d'une croisette pattée d'argent, adextrée d'un croissant figuré et contourné du même, senestrée d'une étoile d'or et accompagnée en pointe d'une fasce ondée d'argent. » |

Les armoiries communales valaisannes sont soumises à l'approbation du Conseil d'État.